# Тысяча франков «Минерва и Геркулес»
Тысяча франков Минерва и Геркулес — французская банкнота, эскиз которой был утверждён 12 апреля 1945 года, выпускавшаяся в обращение Банком Франции c 2 июля 1945 года до замены на банкноту Тысяча франков Ришельё.

## История
Эта полихромная банкнота, сюжетом которой стала мифология Древней Греции.
Банкнота была напечатана с апреля 1945 года по июнь 1950 года, а затем была изъята из оборота с 6 декабря 1955 года и лишена статуса законного платёжного средства с 1 апреля 1968 года. Общий тираж составил 1 700 000 000 экземпляров.

## Описание
Дизайн банкноты — работа художника Клемана Серво и гравёров Андре Марлиата и Эрнеста-Пьера Делоша.
Доминирующие тона — синий и бистр.
Аверс: в центре банкноты изображения Минервы и Геракла смотрящих влево, символизируют ремесленников и торговцев на фоне цветов, фруктов и птиц.
Реверс: в центре изображение девушки, которая символизирует Францию, которая является наследником греческой цивилизации. Фон украшен арабесками.
Водяной знак справа профиль галльского воина, обращённый в сторону профиля женщины, символизирующей Венеру.
Размеры банкноты составляют 172 мм х 95 мм.

## Также
- Она также широко известна как «1000 франков Синяя Клеман Серво».
- Первый вариант банкноты номиналом 1000 франков был создан Себастьяном Лораном с богиней Афиной в качестве основной темы банкноты, хотя этот рисунок не был сохранён, но он был повторно использован в 1985 году для проверки дистрибьюторов билетов[2].
- В 1948 году новый дизайн был заказан Жану Лефевру, а Маршал Жоффр стал главной темой банкноты, но, в конце концов, от этого варианта отказались в 1950 году[3].
- В 1949 году в прессе было освещено «дело Сен-Тропе». Родер Дуан, который работал в Papeteries de Rives, предоставил фальсификатору Франсуа Кампане филигранную бумагу: было напечатано в общей сложности 40 миллионов фальшивых банкнот Минерва и Геркулес[4].